# Leptotila
Leptotila é um género de aves da família Columbidae. Os membros do gênero costumam ser chamados popularmente de juriti, juruti e jeruti.

## Etimologia
"Juruti", "jeruti" e "juriti" vêm do termo tupi yuru'ti.

## Espécies
- Leptotila verreauxi (juriti-pupu)
- Leptotila megalura
- Leptotila rufaxilla (juriti-verdadeira)
- Leptotila plumbeiceps
- Leptotila pallida
- Leptotila battyi
- Leptotila wellsi
- Leptotila jamaicensis
- Leptotila cassini
- Leptotila ochraceiventris
- Leptotila conoveri